# Liste des maires de Vesoul
La liste des maires de Vesoul répertorie par ordre de mandat les maires de Vesoul depuis la création de la municipalité en 1540. Au total, plus de 150 maires se sont succédé à la mairie de Vesoul.
Dès le Moyen Âge, la ville était dirigée par des vicomtes, des échevins et des prévôts, qui possédaient des rôles différents sur les plans administratifs, judiciaires et financiers. En 1540, l'empereur du Saint-Empire romain germanique institue une mairie à Vesoul, permettant au maire d'avoir un nombre considérable de pouvoirs. Avant la Révolution française, les maires de Vesoul proviennent le plus souvent de familles nobles vésuliennes et étaient en général, simultanément ou successivement, seigneurs de bourgs alentour, lieutenants, voire conseillers, avocats ou magistrats au Parlement. Après la Révolution, certains maires ont occupé la double fonction de députés-maires, ou de conseiller généraux et régionaux.
Au début, le mandat de maire de Vesoul est en général d'une ou deux années, pour être fixé, comme dans de nombreuses autres villes du pays, à au moins 3 ans dès 1765, 4 ans dès 1884 et enfin 6 ans dès 1929. La plupart étaient diplômés en droit tandis que d'autres n'eurent aucune formation politique et occupaient des postes de professeurs, médecins ou encore ingénieurs.

## Histoire des maires de Vesoul
De 1019 à 1347, Vesoul, qui se compose à cette époque d'un château, le Castrum Vesulium, et d'un petit bourg, fut érigé en vicomté par le comte palatin Otte-Guillaume sous le système de la féodalité. La cité était donc tenue par des vicomtes qui étaient chef de la ville et du château. Les vicomtes de Vesoul étaient des officiers du souverain du comté de Bourgogne ; ils détenaient des pouvoirs politiques, judiciaires et militaires. Le tout premier vicomte de Vesoul est Gislebert Ier de Faucogney, en 1019.

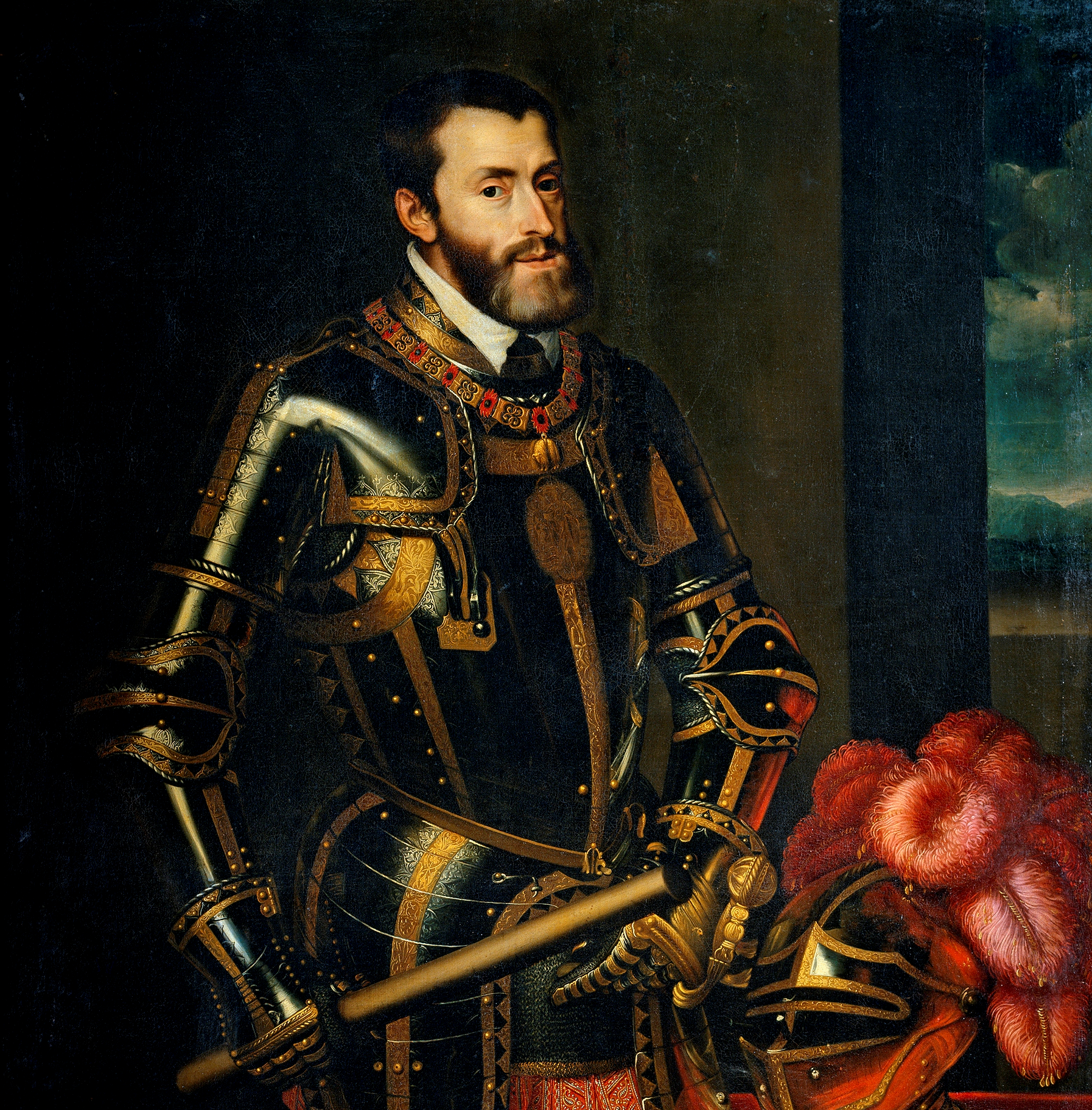
Charles Quint dote la ville d'une charte communale en 1540.

Le vicomte nomme alors deux magistrats qui le représentent : le maire et le prévôt. À cette époque, le maire était uniquement un collaborateur du vicomte et avait les rôles de percepteur, de régisseur et de juge de la petite justice (infractions) tandis que le prévôt est responsable de la moyenne justice (délits) et est capitaine militaire. La haute justice (crimes) est rendue par le vicomte et le comte. La prévôté de Vesoul, qui existe jusqu'en 1749, est par ailleurs la plus puissante des huit prévôtés du département. Le premier maire de Vesoul est Étienne, nommé en 1140 et le premier prévôt connu est Lambert de Montbozon nommé en 1188. Un important prévôt du nom de Hugues est en fonction vers 1280 et fonde une famille noble portant le nom de famille de Vesoul et qui se maintient plus de quatre siècles.
Le poste de maire est supprimé pendant les périodes de guerres et d'invasions dont notamment celle de la guerre de Cent Ans.
En 1539, la ville, qui compte alors environ 1 000 habitants, demande par le biais de ses habitants à l'empereur Charles Quint, de la maison des Habsbourg, de se doter d'une charte communale. Par lettres patentes du 16 avril 1540, l'empereur rétablit une mairie à Vesoul en accordant au maire, qui avait alors le titre de vicomte-mayeur, tous les rangs de la justice (haute, moyenne et basse justice). La maire devient donc véritable chef de la municipalité et de la ville. À cette époque, le maire était assisté de 3 échevins, de 12 conseillers et d'un secrétaire qui constituaient le conseil municipal. Eux-mêmes étaient choisis par un corps électoral composé de l'ancien maire de la ville, des anciens échevins ainsi que d'un notable nommé pour chaque quartier de la ville, quartier alors appelé à l'époque, dizaine (jusqu'en 1622).
Le premier maire de la mairie rétablie par Charles Quint est François Salivet, docteur en droit, élu par les habitants de la ville en 1540. Ce dernier prêta serment la même année en l'église de Vesoul. L'établissement d'une mairie à Vesoul permit d'assurer un certain ordre au sein de la ville et du bailliage, aidant ainsi la ville à se reconstruire, se développer et se remettre des guerres médiévales des siècles précédents.
En 1565, il est décidé que le maire élu doit être un ancien et originel habitant de la ville.
Avant 1765, les maires étaient en général en mandat pendant 1 ou 2 ans. À partir de 1765, une ordonnance prolongea le mandat de maire à 3 ans minimum.
Avant 1789, soit avant l'abolition des privilèges, les maires de la ville étaient souvent choisi dans les familles nobles de Vesoul, le poste de maire a notamment été occupé : 14 fois par la famille Mongenet, 10 fois par la famille Terrier, 9 fois par la famille Salivet, 7 fois par la famille de Salives et 6 fois par la famille Julin.
Paul Morel détient à ce jour le record du mandat le plus long pour un maire de Vesoul avec une durée totale de 26 années (1908 à 1933). Pierre Rénet fut maire de la ville de 1953 à 1977, soit durant 25 ans.

### De la à l'Occupation

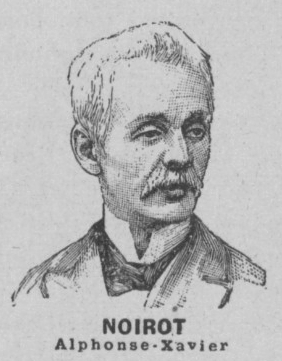
Alphonse Noirot 1870 → 1877
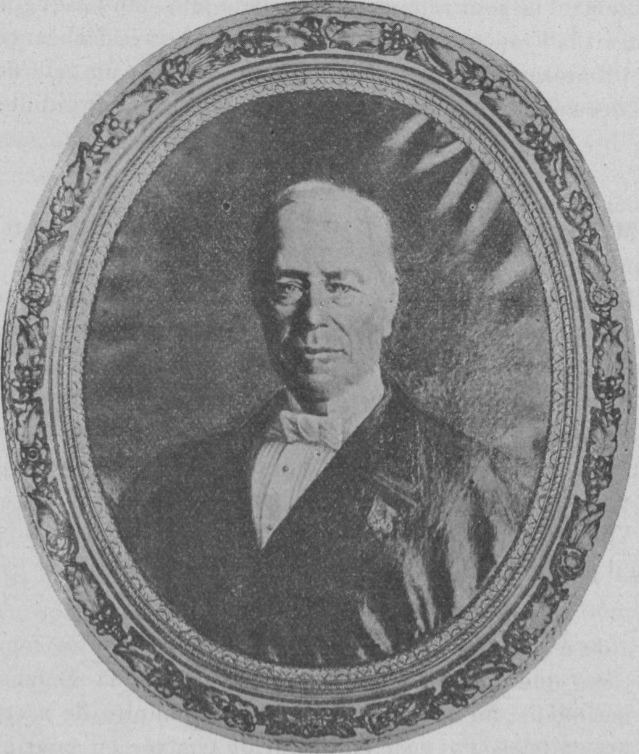
Charles Meillier 1877 → 1892
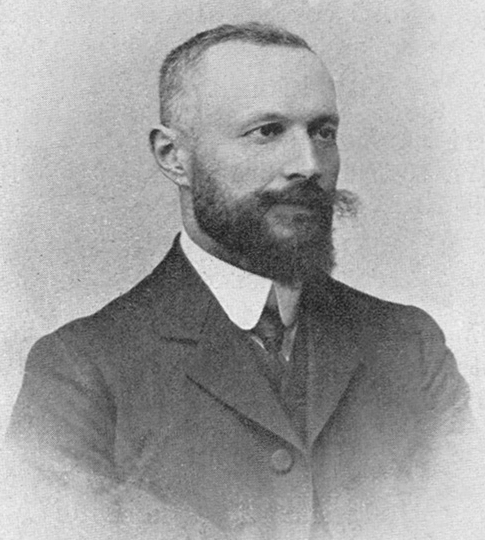
Paul Morel 1908 → 1933
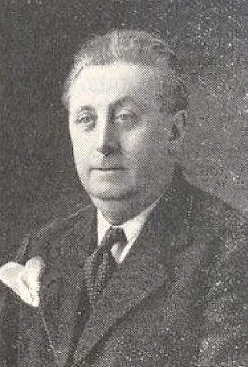
René Hologne 1940 → 1942
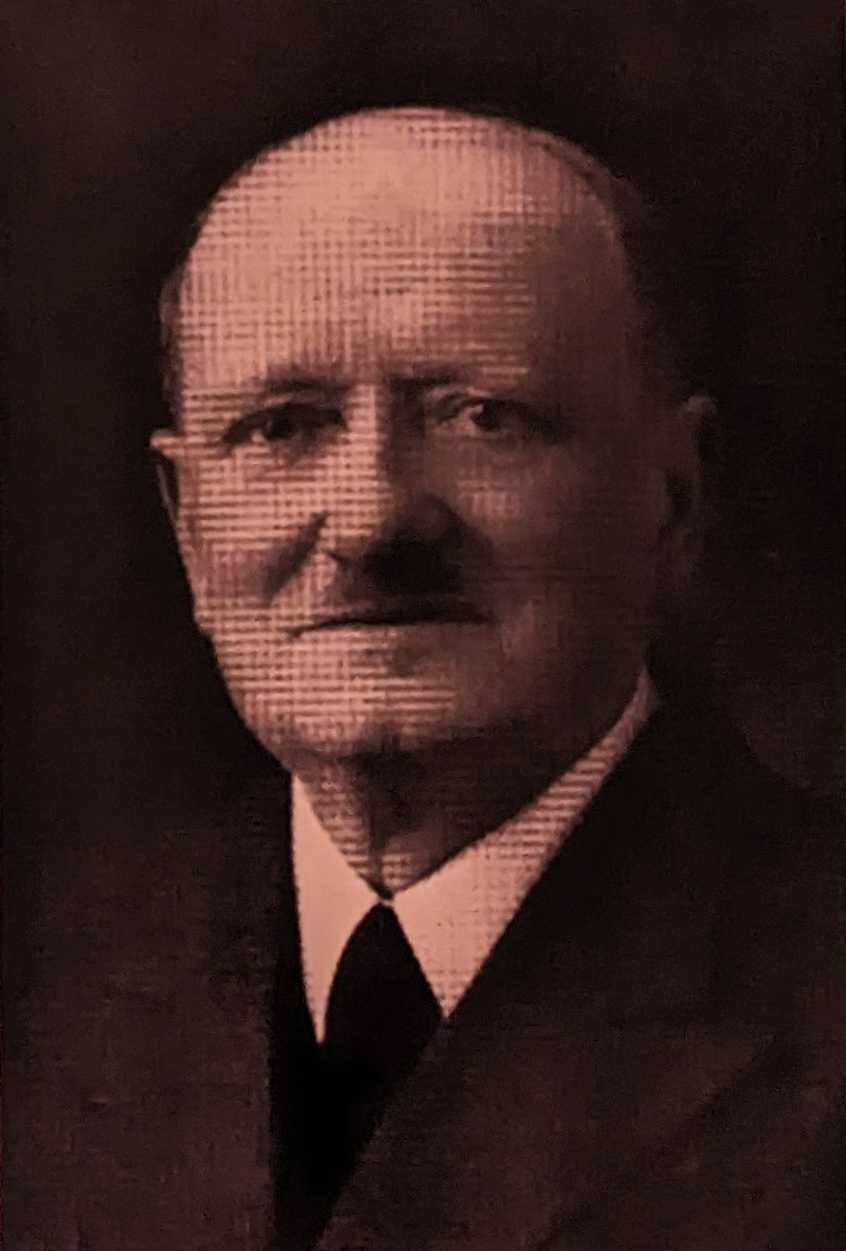
Paul Heymes 1942 → 1944

## Liste des maires

### Renaissance
| Période | Période | Identité           | Étiquette | Qualité                                                     |
| ------- | ------- | ------------------ | --------- | ----------------------------------------------------------- |
| 1540    | 1544    | François Salivet   |           | Docteur en droit                                            |
| 1544    | 1548    | Louis de Mongenet  |           | Lieutenant local, scribe et libellance au bailliage d'Amont |
| 1548    | 1550    | Pierre de Mongenet |           | Lieutenant général et greffier du bailliage d'Amont         |
| 1550    | 1553    | Claude Barressol   |           |                                                             |
| 1553    | 1556    | Guy Grégoire       |           |                                                             |
| 1556    | 1561    | Simon Bonvalot     |           | Docteur en droit                                            |
| 1561    | 1563    | Charles Sonnet     |           |                                                             |

### Guerres de religions
| Période | Période | Identité                   | Étiquette | Qualité                                                           |
| ------- | ------- | -------------------------- | --------- | ----------------------------------------------------------------- |
| 1563    | 1565    | Jean Barressol             |           |                                                                   |
| 1565    | 1566    | François Maubouhans        |           | Marchand                                                          |
| 1566    | 1568    | Guillaume Barressol        |           | Écuyer                                                            |
| 1568    | 1570    | Gaspard Durand             |           | Docteur en droit                                                  |
| 1570    | 1576    | Adrien de Salives          |           |                                                                   |
| 1576    | 1580    | Marc de Salives            |           |                                                                   |
| 1580    | 1585    | Gaspard Durand             |           | Docteur en droit                                                  |
| 1585    | 1586    | Claude-François Sonnet     |           | Seigneur d’Auxon                                                  |
| 1586    | 1588    | Guillaume de Basin         |           | Seigneur de la Montoillote                                        |
| 1588    | 1592    | Étienne de Mongenet        |           |                                                                   |
| 1592    | 1593    | Marc de Salives            |           |                                                                   |
| 1593    | 1595    | François Terrier           |           | Seigneur de Ransevelle, écuyer, capitaine et gouverneur militaire |
| 1595    | 1597    | François-Joseph Maubouhans |           |                                                                   |
| 1597    | 1598    | Jean Froment               |           |                                                                   |

### Monarchie absolue
| Période | Période | Identité                                  | Étiquette | Qualité                                                                               |
| ------- | ------- | ----------------------------------------- | --------- | ------------------------------------------------------------------------------------- |
| 1598    | 1599    | François Sonnet                           |           |                                                                                       |
| 1599    | 1601    | Gaspard de Mongenet                       |           | Docteur en droit et lieutenant général du bailliage de Dole                           |
| 1601    | 1602    | Marc de Salives                           |           |                                                                                       |
| 1602    | 1603    | Louis Grégoire                            |           |                                                                                       |
| 1603    | 1605    | Étienne de Mongenet                       |           |                                                                                       |
| 1605    | 1607    | Claude Clerc                              |           | Seigneur de Neurey, docteur en droit                                                  |
| 1607    | 1608    | Claude Terrier                            |           | Seigneur de Montciel, docteur en droit, conseiller au Parlement                       |
| 1608    | 1612    | Gabriel Lambelin                          |           |                                                                                       |
| 1612    | 1613    | Luc Marquis                               |           | Docteur en droit, seigneur du Brouais et de Fouchécourt                               |
| 1613    | 1616    | Lullier                                   |           | Seigneur de Chauvirey                                                                 |
| 1616    | 1617    | Antoine de Salives                        |           |                                                                                       |
| 1617    | 1618    | Nicolas Jacquinot                         |           | Docteur en droit, seigneur d'Auxon                                                    |
| 1618    | 1619    | Guillaume de Salives                      |           |                                                                                       |
| 1619    | 1621    | Gabriel Lambelin                          |           |                                                                                       |
| 1621    | 1624    | Jacques Terrier                           |           | Conseiller au Parlement, magistrat                                                    |
| 1624    | 1627    | Antoine Terrier                           |           |                                                                                       |
| 1627    | 1629    | Claude Clerc                              |           | Seigneur de Neurey                                                                    |
| 1629    | 1631    | Jacques Terrier                           |           |                                                                                       |
| 1631    | 1633    | Claude Froment                            |           | Docteur en droit                                                                      |
| 1633    | 1635    | Claude Baguinet                           |           | Docteur en droit                                                                      |
| 1635    | 1637    | Jean Aymonet                              |           | Docteur en droit                                                                      |
| 1637    | 1638    | Jacques Terrier                           |           |                                                                                       |
| 1638    | 1639    | François Damédor                          |           | Seigneur de Mollans                                                                   |
| 1639    | 1640    | Claude-François Salivet                   |           | Seigneur du Brouais, de Fouchécourt et de Blonchamps, capitaine de Vesoul             |
| 1640    | 1641    | Jean-Adrien de Salives                    |           | Sergent-major                                                                         |
| 1641    | 1643    | Claude Baguinet                           |           | Docteur en droit                                                                      |
| 1643    | 1644    | Marc Maubouhans                           |           |                                                                                       |
| 1644    | 1647    | Odo Mercier                               |           | Marchand                                                                              |
| 1647    | 1650    | Antoine Aymonet                           |           |                                                                                       |
| 1650    | 1651    | Camus                                     |           | Seigneur de Filain                                                                    |
| 1651    | 1652    | Jean-Claude-François Salivet              |           | Seigneur du Brouais, de Fouchécourt et de Blonchamps, capitaine de Vesoul             |
| 1652    | 1654    | Guillaume Roland                          |           |                                                                                       |
| 1654    | 1655    | Antoine Clerc                             |           |                                                                                       |
| 1655    | 1656    | Odo Mercier                               |           | Marchand                                                                              |
| 1656    | 1659    | Antoine Foillenot                         |           |                                                                                       |
| 1659    | 1660    | Mercier (fils d'Odo)                      |           |                                                                                       |
| 1660    | 1662    | Georges de Mongenet                       |           |                                                                                       |
| 1662    | 1663    | Nicolas Baguinet                          |           |                                                                                       |
| 1663    | 1664    | Rénobert Besancenot                       |           |                                                                                       |
| 1664    | 1668    | Jean Terrier                              |           |                                                                                       |
| 1668    | 1670    | Mercier (fils d'Odo)                      |           |                                                                                       |
| 1670    | 1671    | Jean Roland                               |           |                                                                                       |
| 1671    | 1672    | Jean Salivet                              |           |                                                                                       |
| 1672    | 1674    | Nicolas Salivet                           |           |                                                                                       |
| 1674    | 1675    | Charles-Henri de Mongenet                 |           |                                                                                       |
| 1675    | 1678    | Jean-Simon Roland                         |           |                                                                                       |
| 1678    | 1680    | Salivet                                   |           |                                                                                       |
| 1680    | 1681    | Jean-Antoine Camus de Filain              |           | Docteur en droit et seigneur de Filain                                                |
| 1681    | 1683    | Claude-Antoine Tranchant                  |           |                                                                                       |
| 1683    | 1685    | Antoine-Nicolas Langrognet                |           | Lieutenant général de police, conseiller au Parlement et seigneur de Chargey-les-Port |
| 1685    | 1687    | Claude-Antoine Tranchant                  |           |                                                                                       |
| 1687    | 1689    | Jean-Pierre Camus                         |           |                                                                                       |
| 1689    | 1690    | Salivet                                   |           |                                                                                       |
| 1690    | 1691    | De Mongenet                               |           |                                                                                       |
| 1691    | 1694    | Pierre-Philippe Julin                     |           |                                                                                       |
| 1694    | 1695    | Claude-Étienne Tranchant                  |           |                                                                                       |
| 1695    | 1696    | François Mulot                            |           |                                                                                       |
| 1696    | 1698    | Jean-François Camus                       |           |                                                                                       |
| 1698    | 1699    | Claude-Étienne Tranchant                  |           |                                                                                       |
| 1699    | 1700    | Antoine-Nicolas Langronet                 |           | Lieutenant général de police, conseiller au Parlement et seigneur de Chargey-les-Port |
| 1700    | 1702    | Gabriel de Buretel                        |           | Seigneur de Chassey                                                                   |
| 1702    | 1703    | Pierre-Philippe Julin                     |           |                                                                                       |
| 1703    | 1704    | François Foillenot                        |           | Docteur en droits                                                                     |
| 1704    | 1705    | Charles-Étienne Lyautey                   |           | Avocat au Parlement, capitaine de la ville de Vesoul                                  |
| 1705    | 1706    | Antoine Besancenot                        |           |                                                                                       |
| 1706    | 1708    | Antoine Flavigny                          |           |                                                                                       |
| 1708    | 1709    | Salivet                                   |           |                                                                                       |
| 1709    | 1711    | Jean-Nicolas Simonney                     |           |                                                                                       |
| 1711    | 1712    | François Foillenot                        |           | Docteur en droits                                                                     |
| 1713    | 1714    | Antoine Flavigny                          |           |                                                                                       |
| 1714    | 1715    | Jean-Baptiste Julin                       |           |                                                                                       |
| 1712    | 1715    | Anatoile Lyautey de Colombe               |           | Seigneur de Colombe                                                                   |
| 1715    | 1716    | Simon Roland                              |           | Seigneur de Dampvalley                                                                |
| 1716    | 1717    | Julin                                     |           | Seigneur de Talans                                                                    |
| 1717    | 1718    | René Ballay                               |           | Avocat au Parlement                                                                   |
| 1718    | 1719    | Samuel Viret                              |           |                                                                                       |
| 1719    | 1720    | Claude Argent                             |           |                                                                                       |
| 1720    | 1721    | Jean Simonney                             |           |                                                                                       |
| 1721    | 1722    | Anatoile Lyautey de Colombe               |           | Seigneur de Colombe                                                                   |
| 1722    | 1723    | Salivet                                   |           |                                                                                       |
| 1723    | 1724    | Jean-Baptiste Julin                       |           |                                                                                       |
| 1724    | 1726    | Samuel Viret                              |           |                                                                                       |
| 1726    | 1727    | Ballay                                    |           |                                                                                       |
| 1727    | 1728    | Claude Argent                             |           |                                                                                       |
| 1728    | 1729    | Simon Roland                              |           | Seigneur de Dampvalley                                                                |
| 1729    | 1730    | Salivet                                   |           |                                                                                       |
| 1730    | 1731    | Jean-Baptiste Julin                       |           |                                                                                       |
| 1731    | 1732    | Samuel Viret                              |           |                                                                                       |
| 1732    | 1733    | Claude Lyautey                            |           |                                                                                       |
| 1733    | 1734    | Ballay                                    |           |                                                                                       |
| 1734    | 1738    | Claude Argent                             |           |                                                                                       |
| 1738    | 1739    | Jacques                                   |           | Seigneur de Fleurey                                                                   |
| 1739    | 1740    | François Lange                            |           | Avocat au Parlement, capitaine, échevin, seigneur de Bourbévelle                      |
| 1740    | 1741    | Guérittot                                 |           | Seigneur de Courcelles                                                                |
| 1741    | 1742    | Jean-Nicolas Simonney                     |           |                                                                                       |
| 1742    | 1743    | Jean-François Besancenot                  |           | Conseiller du Roi                                                                     |
| 1743    | 1744    | Huot de Vesoul                            |           |                                                                                       |
| 1744    | 1746    | Jean-François Lyautey                     |           |                                                                                       |
| 1746    | 1748    | Raillard de Grandvelle                    |           |                                                                                       |
| 1748    | 1750    | Claude-Léonard Ballay                     |           |                                                                                       |
| 1750    | 1753    | Jacques                                   |           |                                                                                       |
| 1753    | 1754    | Huot de Vesoul                            |           |                                                                                       |
| 1754    | 1756    | Charles Beauchamp                         |           |                                                                                       |
| 1756    | 1757    | Jean Besancenot                           |           |                                                                                       |
| 1757    | 1759    | Georges Fert                              |           |                                                                                       |
| 1759    | 1760    | Huot de Vesoul                            |           |                                                                                       |
| 1760    | 1761    | Pierron Odon                              |           |                                                                                       |
| 1761    | 1762    | Huot de Vesoul                            |           |                                                                                       |
| 1762    | 1763    | François Lange                            |           | Avocat au Parlement, capitaine, échevin, seigneur de Bourbévelle                      |
| 1763    | 1764    | Jacques de Fleurey                        |           |                                                                                       |
| 1764    | 1765    | Rebillot                                  |           | Seigneur d'Oroz                                                                       |
| 1765    | 1768    | Miroudot de Geney                         |           | Seigneur d'Onans et de Genêt                                                          |
| 1769    | 1772    | Fyard de Gevigney                         |           | Conseiller de ville et échevin                                                        |
| 1772    | 1781    | Jean-Antoine Roland                       |           |                                                                                       |
| 1781    | 1783    | Guérittot de la Pinaudière                |           |                                                                                       |
| 1783    | 1784    | Guérittot de Courcelles                   |           |                                                                                       |
| 1784    | 1785    | Claude Alexis Cochard                     |           | Juriste                                                                               |
| 1785    | 1786    | Dumontet de la Terrade                    |           |                                                                                       |
| 1786    | 1787    | Claude Levert                             |           |                                                                                       |
| 1787    | 1789    | Claude Antoine Guérittot de la Pinaudière |           |                                                                                       |

### Révolution française et Empire

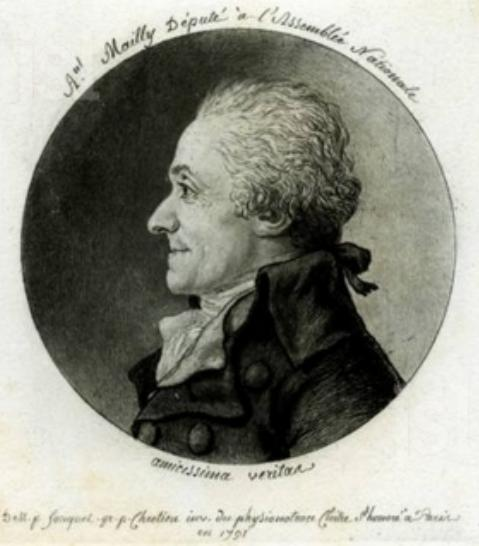
Antoine de Mailly 1800 → 1810

| Période | Période | Identité                                  | Étiquette | Qualité |
| ------- | ------- | ----------------------------------------- | --------- | --- |
| 1789    | 1790    | Étienne François Denis Jacques de Fleurey |           | Seigneur de Fleurey-les-Morey Conseiller du Roi et lieutenant général de police de Vesoul |
| 1790    | 1791    | Jean Antoine Chaudot de Corre             |           | |
| 1791    | 1792    | Claude Antoine Bolot                      |           | |
| 1792    | 1795    | Bazile (ou Xavier) Daval                  |           | |
| 1795    | 1797    | Claude Prothade Jeannin                   |           | Président de l'administration municipale |
| 1797    | 1798    | Denis Piquet                              |           | |
| 1798    | 1798    | Pierre Chagriot                           |           | |
| 1798    | 1799    | Joseph Billard                            |           | |
| 1799    | 1800    | Claude-Bonaventure Vigneron               |           | Avocat Officier municipal de Vesoul en 1790 Procureur général syndic du département en 1791 Député de la Haute-Saône (1792 → 1795 et 1799 → 1815) Chevalier de la Légion d'honneur |
| 1799    | 1799    | Joseph Billard                            |           | |
| 1799    | 1800    | Jean-Baptiste Daguenet                    |           | Marchand et commissaire à la vente des biens nationaux |
| 1800    | 1810    | Antoine de Mailly                         |           | Secrétaire de Voltaire, franc-maçon Député suppléant de la noblesse du bailliage d'Aval aux États généraux de 1789 Membre de l'Assemblée constituante de 1789 Député à la Convention nationale pour la Saône-et-Loire (1792 → 1795) Membre du Conseil des Anciens pour la Saône-et-Loire (1795 → 1798) |
| 1810    | 1813    | Georges-Louis de Fyard                    |           | Maire adjoint suppléant le maire malade |
| 1813    | 1815    | Charles-François Levert                   |           | |
| 1815    | 1815    | Jean-Claude Maire                         |           | |

- Antoine de Mailly
1800 → 1810

### De la Restauration au Second Empire

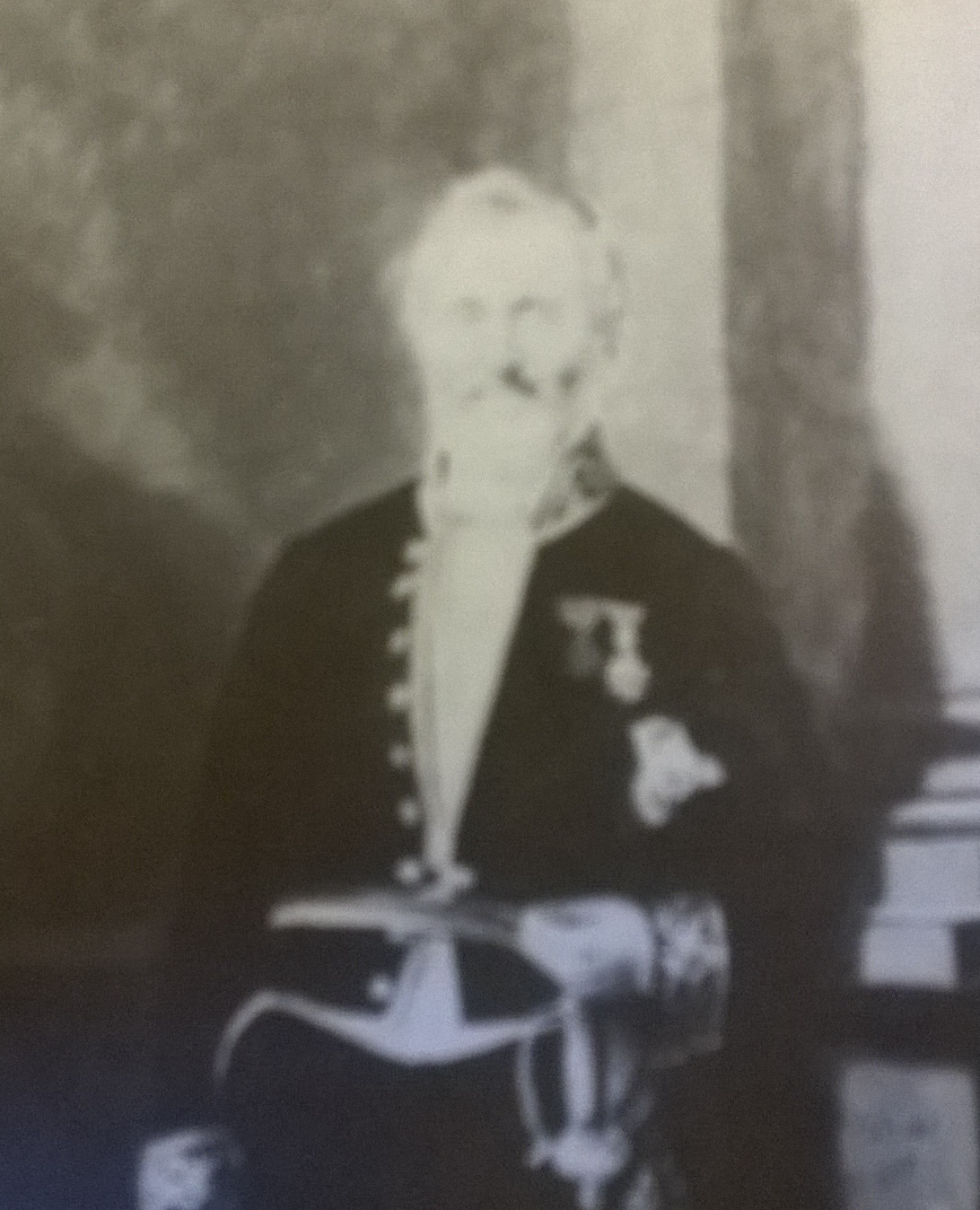
Etienne Bernard Rossen 1848 → 1857
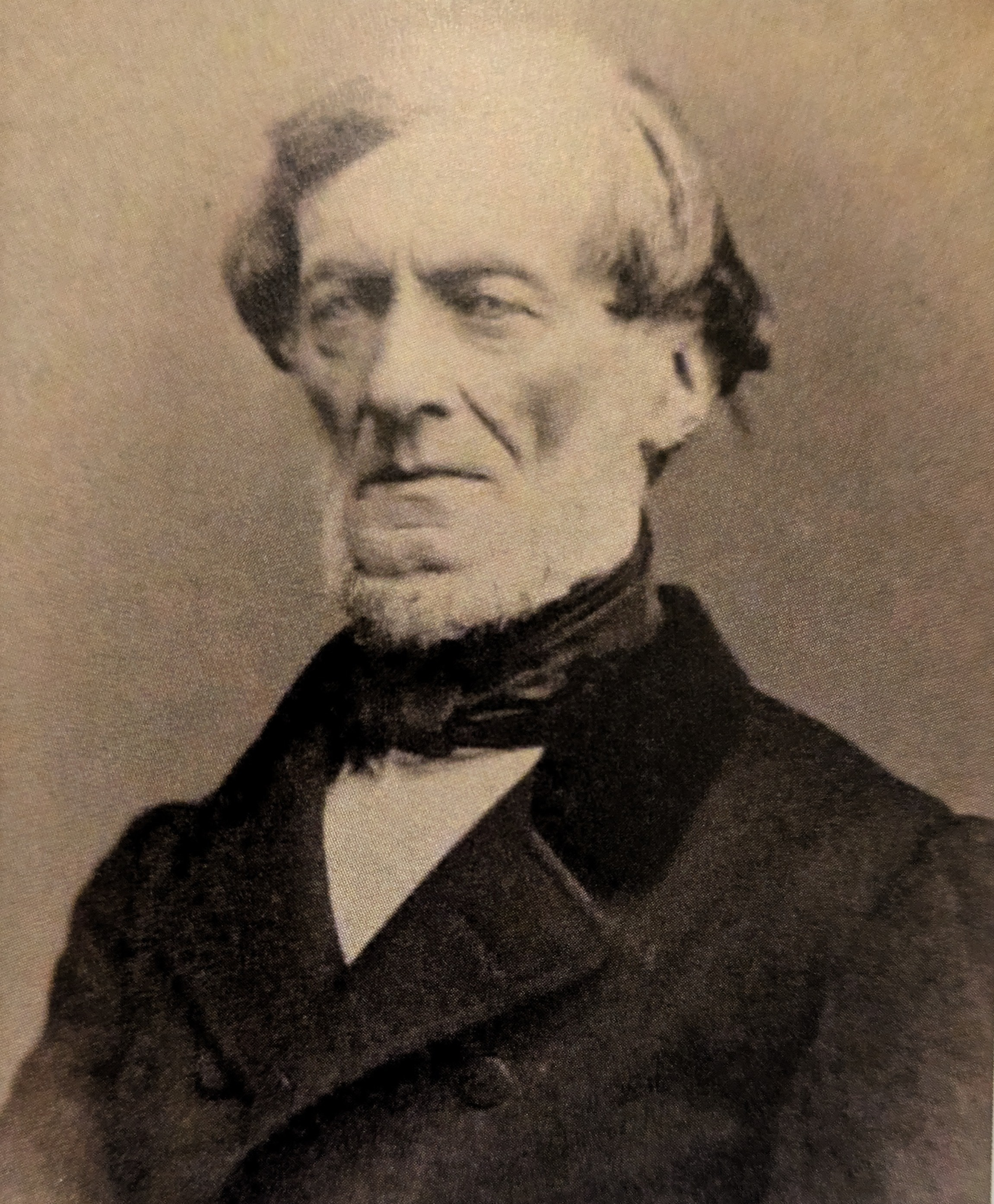
Jean-Charles Petitclerc 1866 → 1870

| Période | Période | Identité                       | Étiquette | Qualité |
| ------- | ------- | ------------------------------ | --------- | --- |
| 1815    | 1826    | Charles-François Levert        |           | |
| 1826    | 1829    | Nicolas Baulmont               |           | Contrôleur et inspecteur des Postes                                                                              |
| 1829    | 1830    | Claude Petitclerc              |           | Notaire royal |
| 1830    | 1833    | Charles-Auguste Le Roy de Lisa |           | Banquier, capitaine d'infanterie dans la garde royale Conseiller général de la Haute-Saône sous-préfet de Toulon |
| 1833    | 1833    | Nicolas Courcelle              |           | Banquier et garde-magasin des vivres militaires                                                                  |
| 1833    | 1835    | Alexandre Ébaudy de Fresnes    |           | |
| 1837    | 1848    | Nicolas Baulmont               |           | Contrôleur et inspecteur des Postes                                                                              |
| 1848    | 1857    | Etienne Bernard Rossen         |           | Docteur en médecine                                                                                              |
| 1857    | 1866    | Henri François Frin            |           | Capitaine |
| 1866    | 1870    | Jean-Charles Petitclerc        |           | Notaire |

- Etienne Bernard Rossen 
1848 → 1857
- Jean-Charles Petitclerc 
1866 → 1870

### De laIIIeRépubliqueà l'Occupation
| Période | Période | Identité                    | Étiquette                  | Qualité |
| ------- | ------- | --------------------------- | -------------------------- | --- |
| 1870    | 1877    | Alphonse Noirot             | Union démocratique         | Député de la Haute-Saône (1876 → 1887) Sous-secrétaire d'État à la Justice et aux Cultes (1883 → 1885)                                                       |
| 1877    | 1892    | Charles Emé Jules Meillier  | Républicain                | Avocat Préfet de la Haute-Saône (septembre → novembre 1870) Conseiller général de Vesoul (1871 → 1892)                                                       |
| 1892    | 1897    | Adolphe Despierres          |                            | |
| 1897    | 1902    | Louis Joseph Émile Grillon  |                            | Avocat, président honoraire du Tribunal de Vesoul Conseiller général de Levier (Doubs) (1892 → 1902) Chevalier de la Légion d'honneur                        |
| 1902    | 1904    | Harold Fachard              | Républicains progressistes | Magistrat puis avocat, officier des mobiles de la Haute-Saône pendant le Siège de Belfort Député de la Haute-Saône (1900 → 1902) officier du Nichan Iftikhar |
| 1904    | 1908    | Jean Gustave Edmond Chaudey |                            | Professeur de mathématique |
| 1908    | 1933    | Paul Morel,                 | Rad.ind.                   | Avocat, bâtonnier de Vesoul Député de la Haute-Saône (1909 → 1919 et 1924 → 1928) Officier de la Légion d'honneur Mort en fonction                           |
| 1934    | 1940    | René Weil                   |                            | Weil, de confession juive, est obligé de démissionner de son poste à l'arrivée des allemands à Vesoul en juin 1940                                           |
| 1940    | 1942    | René Hologne,               |                            | Brodeur et résistant Croix de guerre, Médaille militaire, Médaille de la Résistance Démissionnaire, Mort en déportation à Neuengamme en 1944                 |
| 1942    | 1944    | Paul Heymes                 |                            | Directeur départemental du Secours national et chef de gare à la SNCF en retraite Nommé conseiller départemental en 1943 par le Gouvernement de Vichy        |

- Alphonse Noirot 
1870 → 1877
- Charles Meillier 
1877 → 1892
- Paul Morel 
1908 → 1933
- René Hologne 
1940 → 1942
- Paul Heymes 
1942 → 1944

### Depuis la Libération
| Période   | Période                         | Identité         | Étiquette          | Qualité |
| --------- | ------------------------------- | ---------------- | ------------------ | --- |
| 1944      | 1945                            | René Weil        |                    | |
| 1946      | 1947                            | Georges Garret   |                    | Pharmacien |
| 1947      | 1953                            | Georges Ponsot   | Radical            | Inspecteur de l'Enregistrement Président de la Société d'agriculture, belles-lettres, sciences et arts de Haute-Saône (1936 → 1950) Chevalier de la Légion d'honneur |
| 1953      | 1977                            | Pierre Rénet     | CNIP               | Ingénieur des Ponts Conseiller général de Vesoul (1958) Conseiller général de Vesoul-Est (1973 → 1976) Président du district urbain de Vesoul (1969 → 1977) |
| 1977      | 1989                            | Pierre Chantelat | RI puis UDF-PR     | Pharmacien, gendre de Pierre Garet Président du district urbain de Vesoul (1977 → 1989) Député de la Haute-Saône (1978 → 1981 et 1986 → 1988) Président du Conseil régional de Franche-Comté (1988 → 1998) Conseiller général de Vesoul-Ouest (1973 → 1979 et 1985 → 1992) |
| 1989      | 1995                            | Loïc Niepceron   | PS                 | Inspecteur du Trésor Conseiller général de Vesoul-Est (1988 → 1994) Conseiller régional |
| 1995      | 2012                            | Alain Joyandet   | UMP                | Entrepreneur Secrétaire d'État chargé de la Coopération et de la Francophonie (2008 → 2010) Président du district urbain de Vesoul (1992 → 1998) Sénateur de la Haute-Saône (1995 → 2002 et 2014 → ) Conseiller général de Vesoul-Ouest (1992 → 2002)                      |
| mars 2012 | En cours (au 18 septembre 2023) | Alain Chrétien   | UMP → LR puis Agir | Cadre du secteur public Président de la CA de Vesoul (2004 → ) Député de la Haute-Saône (1re circ) (2012 → 2017) Conseiller général de Vesoul-Ouest (2002 → 2004 et 2005 → 2012) Réélu pour le mandat 2020-2026                                                            |

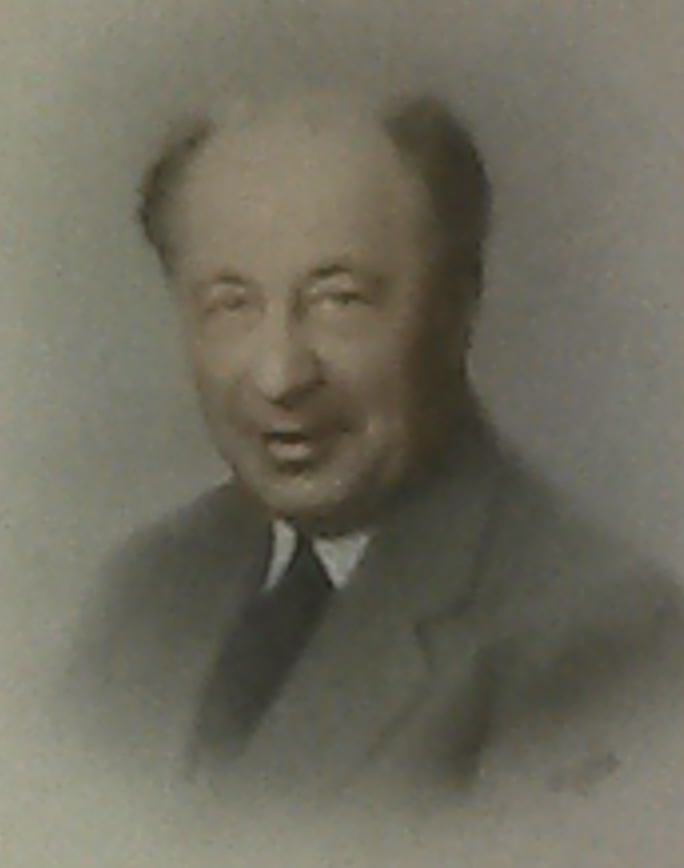
Georges Garret 1946 → 1847
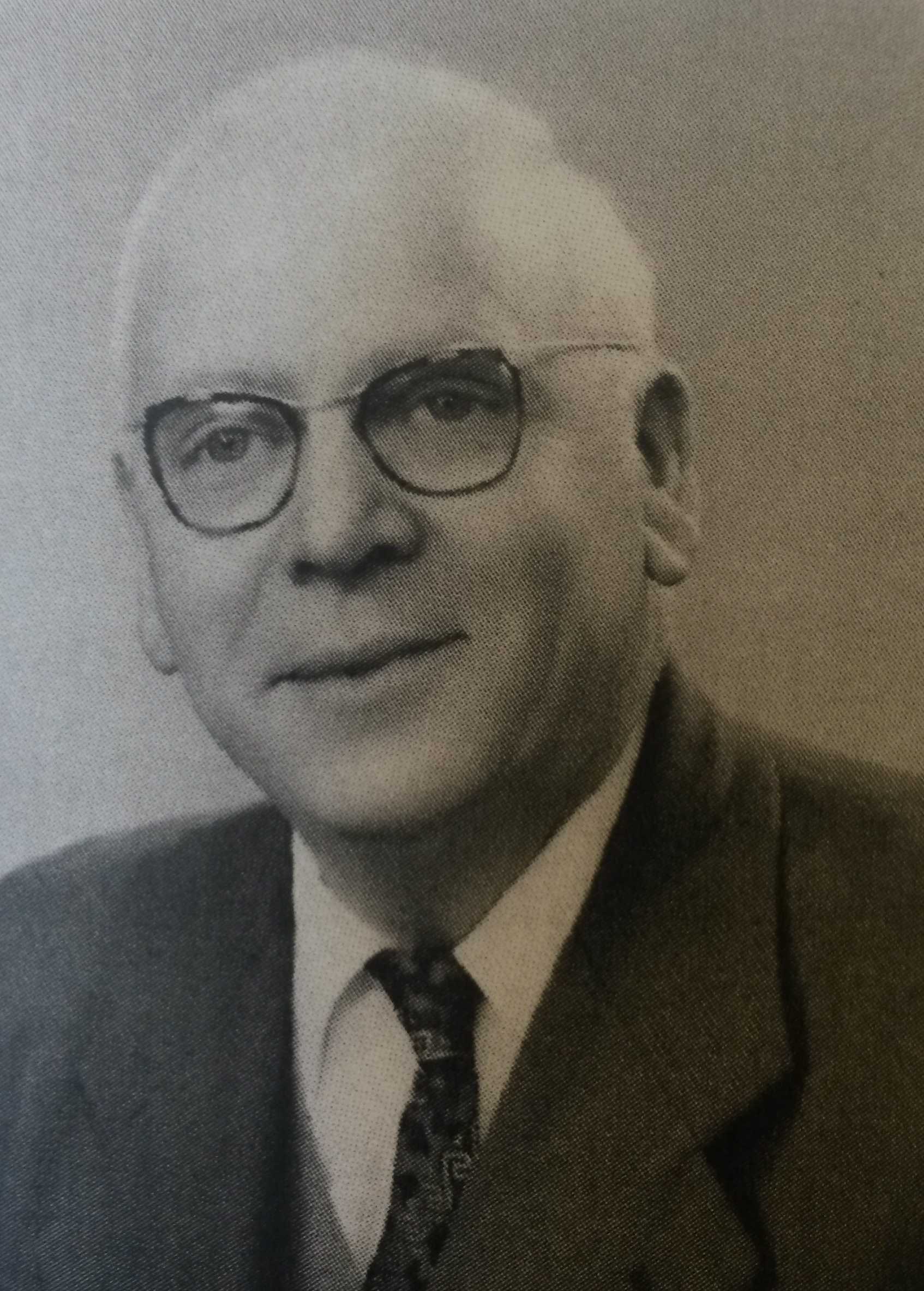
Pierre Rénet 1953 → 1977
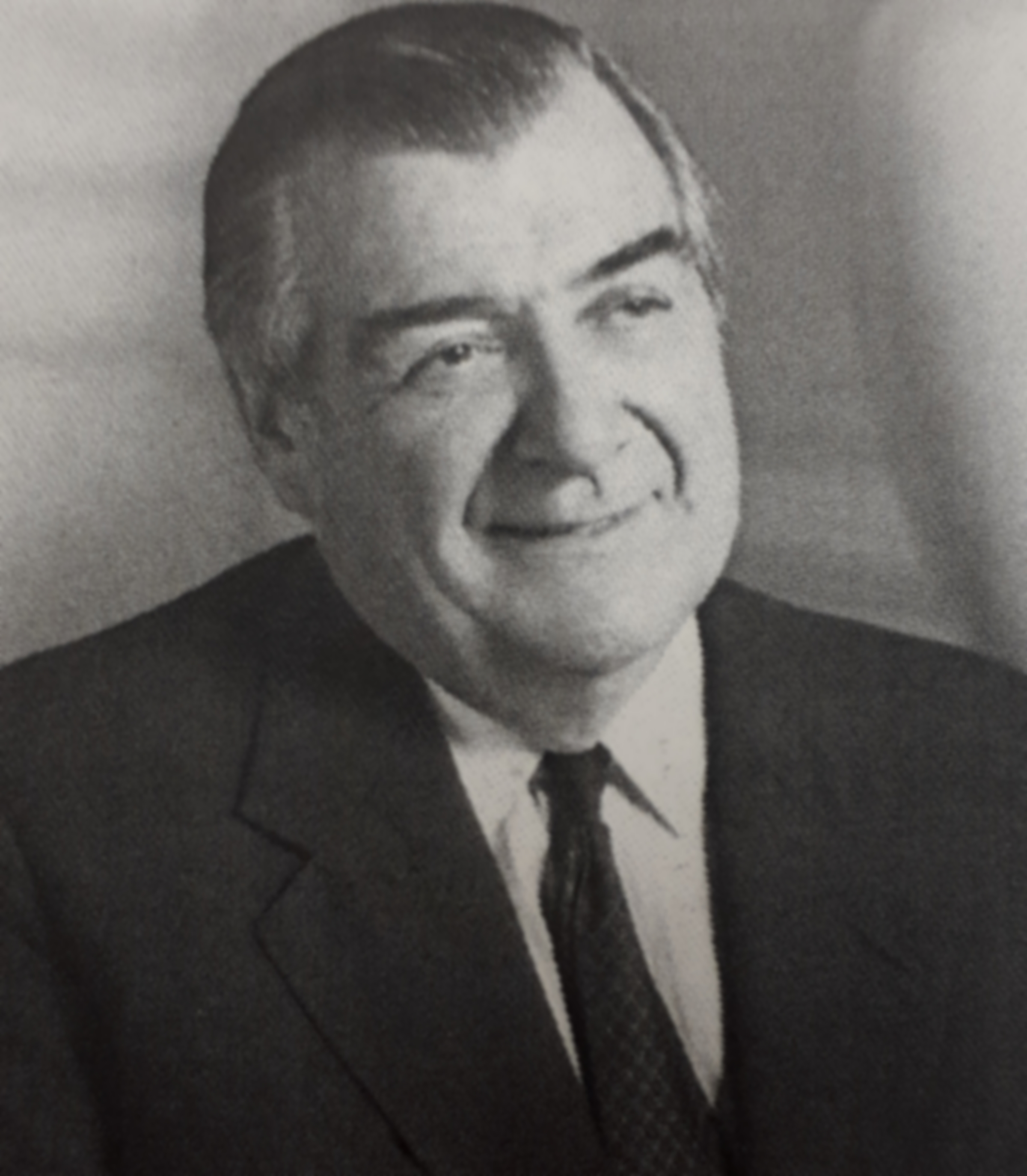
Pierre Chantelat 1977 → 1989
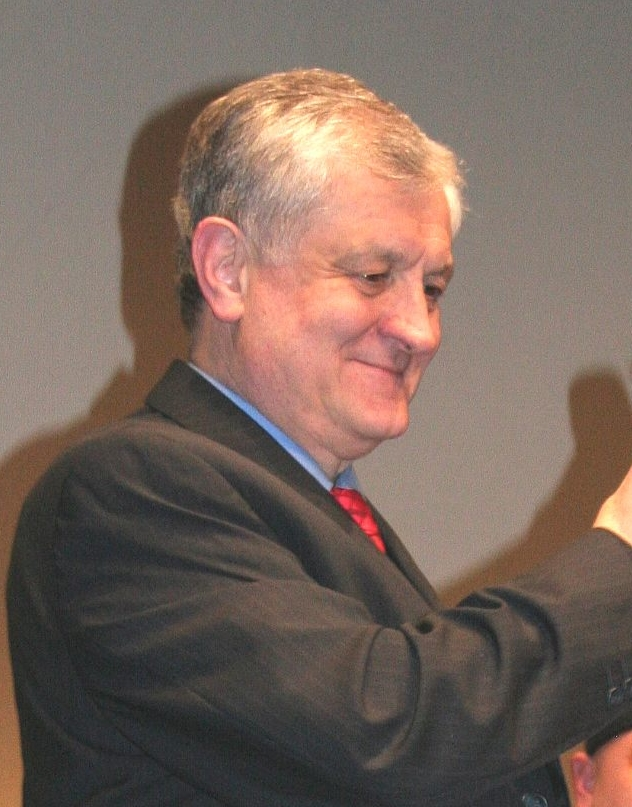
Loïc Niepceron 1989 → 1995
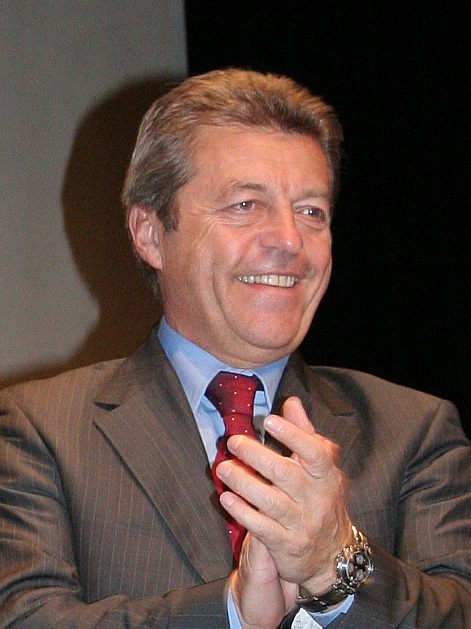
Alain Joyandet 1995 → 2012
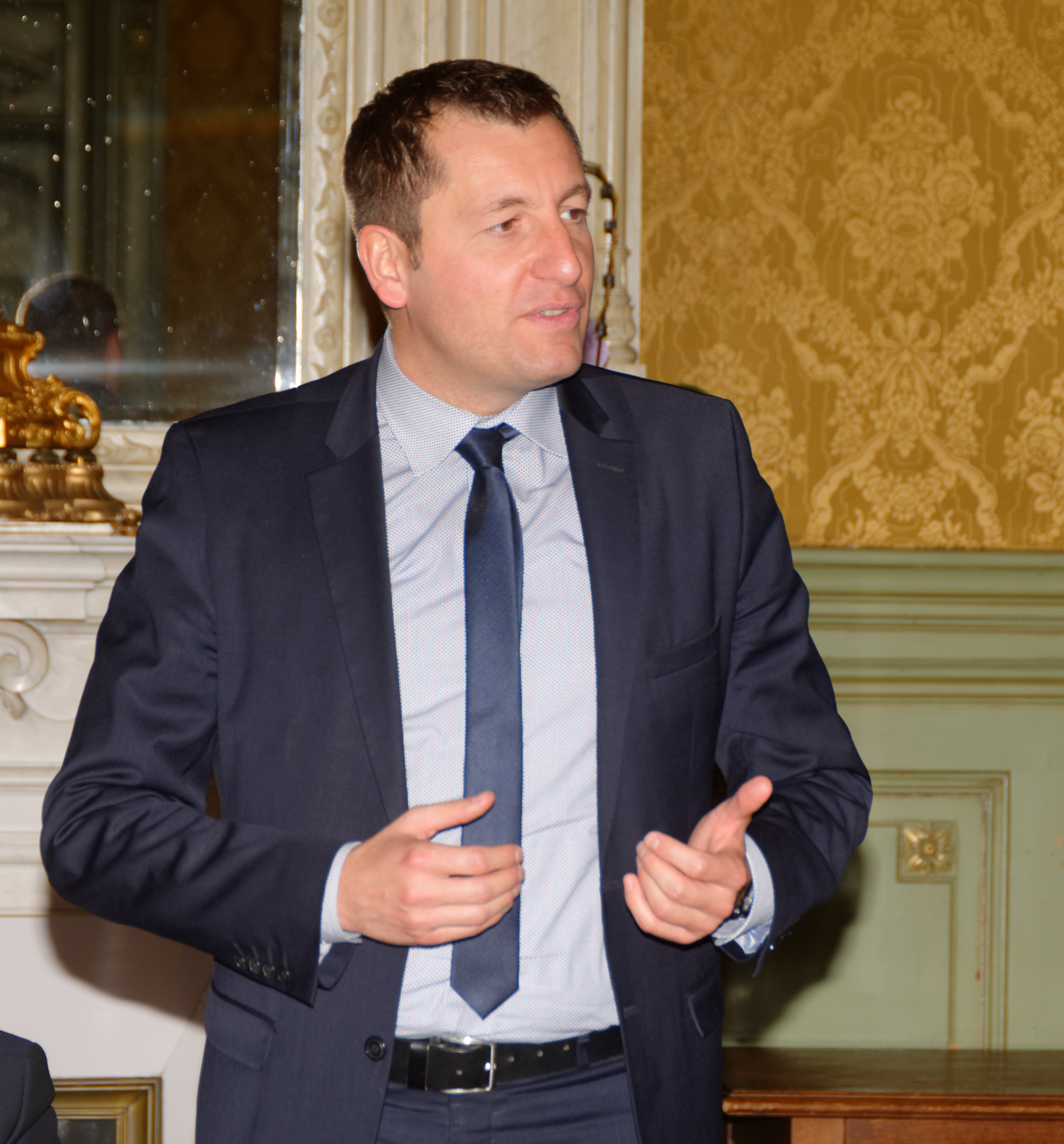
Alain Chrétien 2012 →